# Баландін Федір Володимирович
Федір Володимирович Баландін (нар. 12 червня 1973 в Києві) — український аніматор культури, культуртрегер, дизайнер, письменник, видавець, журналіст, режисер, актор. Засновник і головний куратор Міжнародного фестивалю мистецтв «Anne de Kyiv Fest». Директор Київського міського центру народної творчості та культурологічних досліджень (з 2022).

## Життєпис
Вищу освіту здобув у Національному університеті театру, кіно і телебачення імені Івана Карпенка-Карого за фахом «мистецтво кіно-кінооператор», майстерня Василя Кордуна, (2005). Другу вищу освіту здобув в Університеті банківської справи Національного банку України за фахом «антикризовий менеджмент» (2019). Станом на 2024 — аспірант Національного університету «Острозька академія», науковий керівник — професор Петро Кралюк.
Від 2010 до 2014 працював заступником головного редактора газети «Вечірній Київ». Від 2020 по 2022 — директор Агентства з обслуговування театральної та концертної діяльності Департаменту культури КМДА.
Від серпня 2022 — директор Київського міського центру народної творчості та культурологічних досліджень.

## Реалізовані проєкти
- 1993 року заснував мистецький кнайп-клуб «Купідон», підтримував та допомагав протестно-мистецькому руху «Femen».[2]
- Разом із Олександром Ірванцем та Юрком Позаяком у 2013 заснував поетичний конкурс «Перша кава», який відбувається в кнайп-клубі «Купідон» щосуботи. Є меценатом конкурсу.[3]
- Ініціатор видання антології поезій «Перша кава».[3]
- Натхненник, арт-директор, менеджер, автор та співавтор багатьох творів скульптора Костянтина Скритуцького, а також низки мистецьких об'єктів у сфері публічного мистецтва, зокрема скульптури на Пейзажній алеї та інших публічних просторів у Києві, Астані, пам'ятника Анні Ярославні у Києві, Луцьку, Кракові, Арлоні, Парижі, Джакарті.
- Автор ідеї, засновник та Головний куратор Міжнародного фестивалю мистецтв «Anne de Kyiv Fest» (з 2015[4]), який досліджує і прославляє постать Анни Ярославни, королеви Франції, доньки Ярослава Мудрого та принцеси Інгігерди.[5]
- Автор ідеї та засновник міжнародного проєкту «Шлях Королеви», яким передбачено встановлення авторських реплік пам'ятника Анні Ярославні в усіх містах Європи, повз які майбутня Королева Франції їхала в Париж.[6]
- Головний куратор Днів Європи в Україні, Днів Києва в Кракові, Днів Києва в Лейпцигу, Днів Києва в Джакарті, Днів Києва в Брюсселі.
- Ініціатор та автор концепції створення скверів Анни Київської в Києві та Луцьку, автор концепції.
- Ініціатор та автор концепції створення в Києві «Бельгійської алеї» (заснована 2018 року).

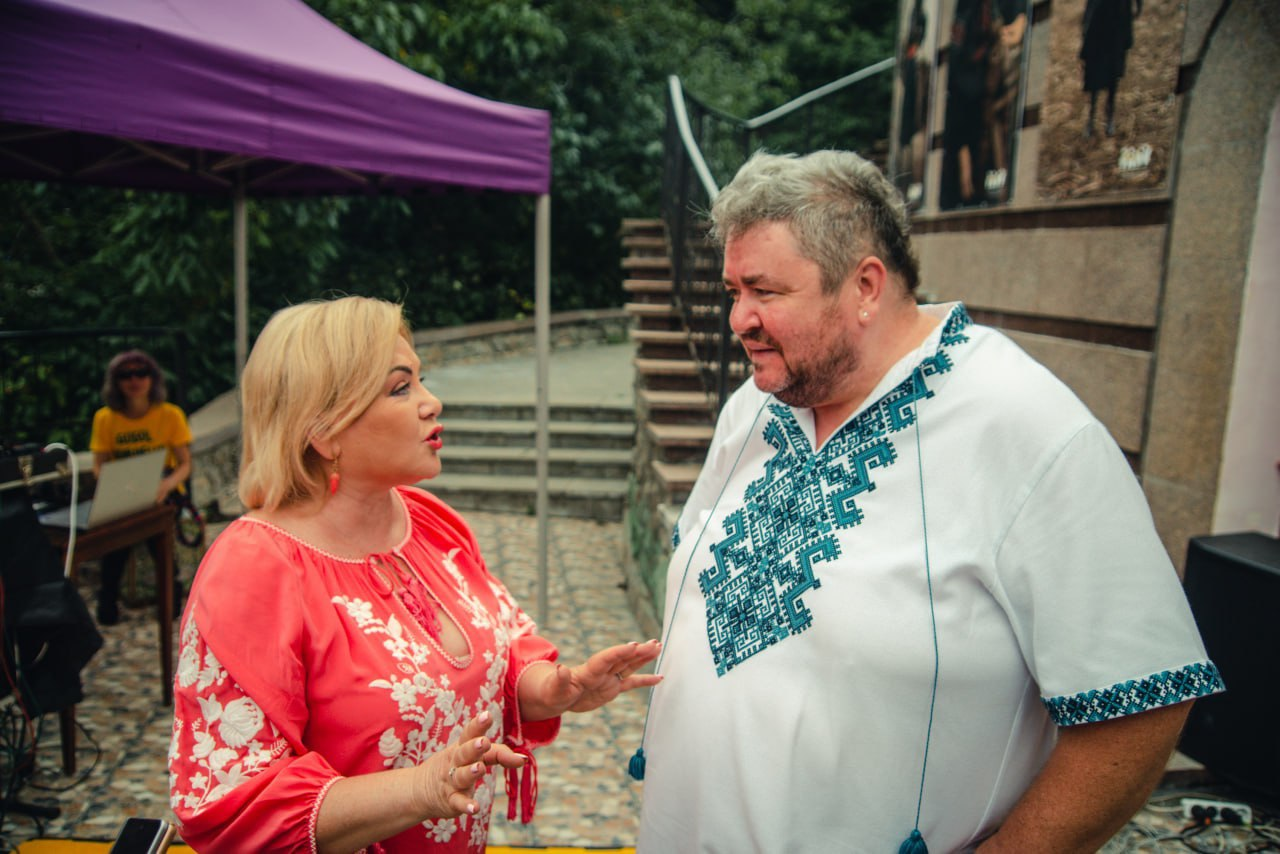
Федір Баландін на відкритті Музею українського грамзапису, серпень 2023

- Автор ідеї форми та змісту Музею українського грамзапису.[7]
- Ініціатор та меценат видання в Україні серії бельгійських коміксів про пригоди славнозвісного журналіста та пошукача пригод Тентена.[8][9]
- Автор синопсиса, сюжету, характерів драматичної поеми-п’єси «Едігна. Донька Анни Київської та Генріха І. Початок Славного Служіння». Режисер-постановник однойменної вистави.[5][10]

## Публікації
Автор книжок «Анна Київська» та «Шлях Королеви», співавтор низки наукових публікацій про Анну Київську, автор публікацій в «Українській правді», «Дзеркалі тижня», «Вечірньому Києві», «Афіші» та інших.

## Фільмографія
«Подвиг Одеси»
(Одеська кіностудія). Режисер Вілен Новак, 1985.
Епізод. Юний одесит
«Довга пам'ять» (Одеська кіностудія).
Режисер Роман Віктюк, 1985, актор
Роль — Федір
«Холодний березень»
(Одеська кіностудія), режисер Ігор Мінаєв, 1987.
Роль — Відмінник
«Гу-га»
(Одеська кіностудія), режисер Вілен Новак, 1989.
Роль — Штрафник
«7305» 2011, режисер Ігор Тіхоміров.
Роль — жених Пенелопи.
«Довбуш», 2023, режисер Олесь Санін.
Роль — Пан Каньовський

## Громадська діяльність
Член Національної спілки журналістів України, Міжнародної федерації журналістів, Національної спілки дизайнерів України.
Член редколегії журналу «Київ».